# Stagecoach (Nevada)
Stagecoach es un lugar designado por el censo en el condado de Lyon en el estado estadounidense de Nevada.

## Geografía
Stagecoach se encuentra ubicado en las coordenadas 39°22′26″N 119°22′27″O / 39.37389, -119.37417.